# Даубензанд
Даубензанд (фр. Daubensand) је насеље и општина у источној Француској у региону Алзас, у департману Доња Рајна која припада префектури Селестат Ерштајн.
По подацима из 2011. године у општини је живело 369 становника, а густина насељености је износила 95,35 становника/km². Општина се простире на површини од 3,87 km². Налази се на средњој надморској висини од 156 метара (максималној 157 m, а минималној 153 m).

## Демографија
| 1962. | 1968. | 1975. | 1982. | 1990. | 1999. | 2011. |
| ----- | ----- | ----- | ----- | ----- | ----- | ----- |
| 145   | 159   | 162   | 247   | 299   | 367   | 369   |

График промене броја становника у току последњих година